# نيكولاس بار
نيكولاس بار (بالإنجليزية: Nicholas Barr)‏ هو اقتصادي بريطاني، ولد في 1943.